# Juan Calchaquí
Juan Calchaquí fue un personaje clave de las Guerras Calchaquíes, de la parcialidad Calchaquí.

## Biografía
Encabezó el movimiento de resistencia nativa, aliándose con los grupos indígenas que hoy comprenden la región denominada por su nombre: Valles Calchaquíes, rebelión que se extendería desde Charcas (hoy Sucre, Bolivia) hasta Cuyo.
Su centro de operaciones fue Tolombón, allí armó la primera rebelión contra las fuerzas conquistadoras entre 1560 y 1563. En 1562 destruyendo las tres ciudades más importantes de la época: Londres (Catamarca), Córdoba de Calchaquí (Salta) y Cañete (Tucumán).
Los datos de Pedro Lozano indican que eran 30.000 los nativos sublevados, que lograron mantener su libertad por varios años.
Juan Calchaquí fue tomado como prisionero, y utilizado para obtener rehenes españoles. Pronto otros caciques, entre los que se destacaron Viltipoco y Juan Chalimín, continuaron su empeño hasta que fueron también derrotados.
Juan Calchaquí falleció alrededor de 1580 en circunstancias desconocidas para los españoles de aquel entonces y para los historiadores modernos.